# Coquistraße 18a

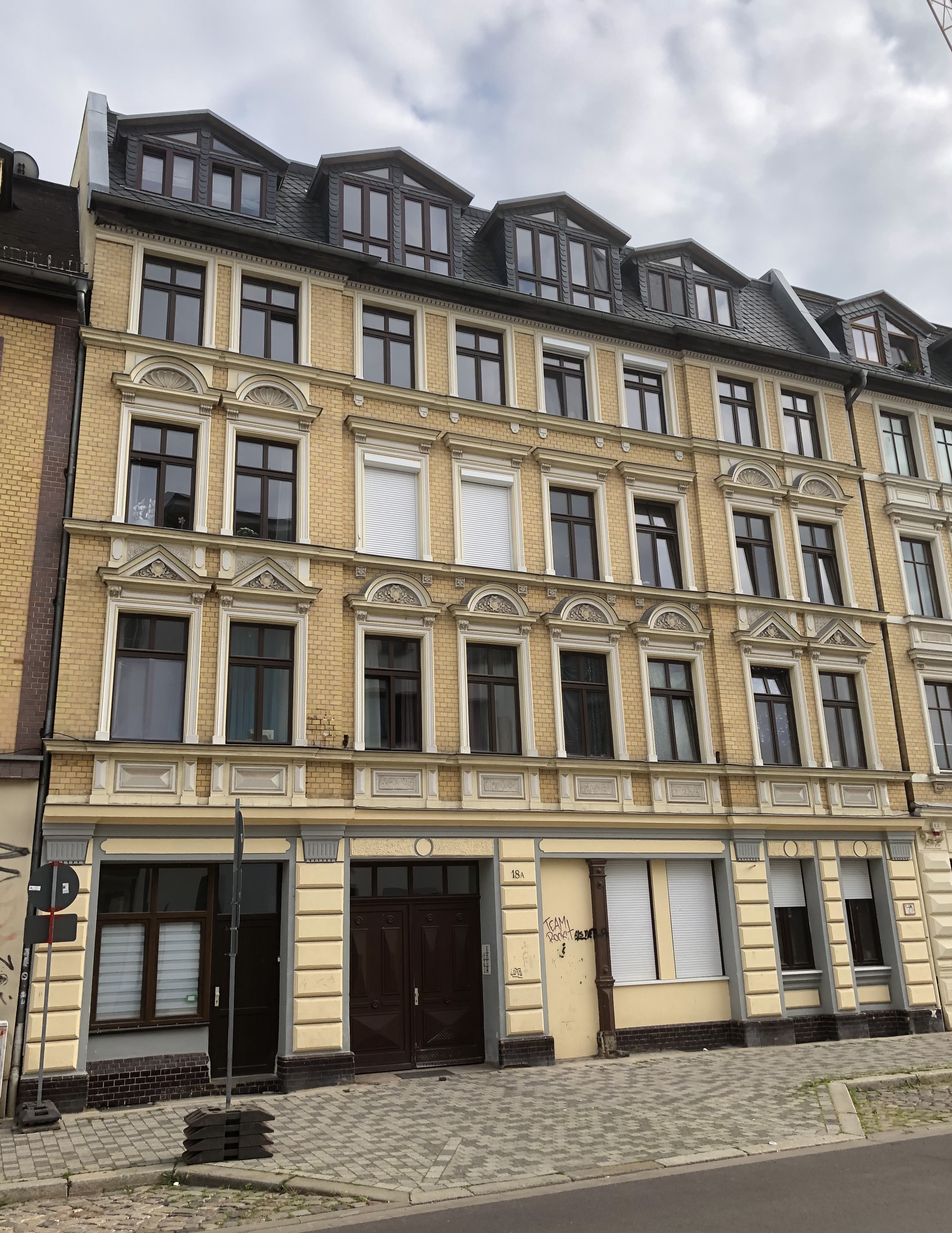
Wohnhaus Coquistraße 18a im Jahr 2021

Das Gebäude Coquistraße 18a ist ein denkmalgeschütztes Wohnhaus in Magdeburg in Sachsen-Anhalt.

## Lage
Es befindet sich auf der Südseite der Coquistraße im Magdeburger Stadtteil Buckau. Westlich grenzt das gleichfalls denkmalgeschützte Gebäude Coquistraße 18 an.

## Architektur und Geschichte
Der viergeschossige aus Ziegeln errichtete Bau entstand ungefähr in der Zeit zwischen 1880 und 1890. Die achtachsige Fassade ist im Stil der Neorenaissance in repräsentativer Weise gestaltet. Auf beiden Außenseiten treten jeweils die zwei äußeren Achsen als flache Risalite hervor. In der Beletage im ersten Obergeschoss werden die mittleren vier Fenster von einem Rundbogen überspannt, während oberhalb der äußeren Fenster sich jeweils ein Dreiecksgiebel als Fensterverdachung befindet. Im zweiten Obergeschoss sind die Fenster in den Seitenrisaliten von einem Rundbogen bedacht.
Im örtlichen Denkmalverzeichnis ist das Wohnhaus unter der Erfassungsnummer 094 17810 als Baudenkmal verzeichnet.
Das Gebäude gilt als Beispiel des bauzeitlichen Wohnungsbaus im Industrieort Buckau und ist als Bestandteil der gründerzeitlichen Häuserzeile städtebaulich bedeutsam.